# Ölfus
Ölfus (kiejtése: ˈœlvʏs) önkormányzat Izland Déli régiójában. Székhelye Þorlákshöfn.

## Fordítás
- Ez a szócikk részben vagy egészben  a   Sveitarfélagið Ölfus című izlandi Wikipédia-szócikk ezen változatának fordításán alapul.  Az eredeti cikk szerkesztőit annak laptörténete sorolja fel. Ez a jelzés csupán a megfogalmazás eredetét és a szerzői jogokat jelzi, nem szolgál a cikkben szereplő információk forrásmegjelöléseként.